# 제1항공함대 (일본)
제1항공함대(第一航空艦隊 다이 이치 고쿠단[*])는 일본 제국 해군의 항공모함 함대와 기지 항공 부대이다. 이 함대를 핵심으로 다른 함정을 맞춘 세계 최초의 항공모함 기동 부대로 운용되었다. 제2차 세계 대전 후반에 기지항공부대로 재편성되어 육상 비행장을 거점으로 작전을 수행하는 기동항공부대로 운용되었다.

## 역사

### 항공모함 기동부대
1941년 4월 10일, 나구모 주이치 해군 중장을 사령관으로 편성(함대 참모장은 구사카 류노스케 소장)되었다. 제1항공전대 아카기(赤城), 가가(加賀), 제2항공전대 항공모함 히류(飛龍), 소류(蒼龍)를 근간으로 했지만, 태평양 전쟁이 시작되기 직전에 제5항공전대 쇼카쿠(翔鶴), 즈이카쿠(瑞鶴)가 편입되었다.
각 항공전대에 포함된 구식 구축함을 제외하고 항공모함으로만 편제했기 때문에 군대 구분에 따라 제1함대와 제2함대에서 임시 배속된 호위함정을 수반하게 되었고, 하나의 기동 부대로 제도화되지는 못했다. 이 때문에 나구모 주이치 장관은 마지막까지 부대로서의 생각 통일이 이루어지지 못했다.
구사카 류노스케 참모장은 한칼에 주도한 계획을 보내 즉시 실행하면, 다른 적을 두게 된다는 신념을 가지고 있었다. 나구모 주이치 장관은 항공에 관해서는 정통하지 못했고, 구사카 참모장도 겐다 미노루 항공참모를 평가하는 계획만을 세우고 있었으며, 겐다 함대라고 칭하는 말까지 있었다. 겐다 참모는 기존 소속함에서 열린 항공대의 지휘와 훈련을 기종별로 나눈 공중 지휘로 변경했다. 또한 선제 기습을 위해 적을 마주하는 작전 중 은밀한 행동을 중시하면서, 항공모함을 집중 운용하고 공격대의 공중 집합도 쉽게 하여 전투기와 대공포도 집중시켰다.
1941년 12월 8일 태평양 전쟁을 시작하는 하와이 진주만 공격으로 미국의 전함 4척을 격침시키고, 2척을 대파시켜 미국 태평양 함대를 행동 불능으로 만드는 큰 전과를 올렸다. 직후 남하를 해서 뉴기니, 호주, 인도양을 돌아다니며 연합군의 주요 근거지를 전멸시키며 대항해를 했다. 라바울, 카비엔 공략을 지원하고, 다윈 공격, 자바해 소탕전 등에서 활약하면서 태평양의 제공권을 얻게 되었다.
1942년 4월 함대 편제 개정으로 예하 부대로 여러 전대(경순양함 나가라(長良)와 구축함 12척)가 신설되어 고유 편제의 호위 함정을 가지게 되었다. 그 후 좌초 사고를 일으킨 가가를 제외한 다섯 척의 항공모함을 중심으로 인도양으로 진출했다. 실론 해전에서 빼어난 명중률을 보인 급강하 폭격으로 항공모함 HMS 허미즈를 격침시킨 후 기타 다수를 격침시키고, 트링코말리 항구를 폭격하는 전과를 올렸다.
인도양 작전까지 안정적으로 총471기 격추하고 손실은 1/10 정도에 지나지 않았으며, 함정은 한 척의 피해도 없었다. 사상 유례없는 연속적인 승리를 기록한 제1항공 함대는 세계 최강의 기동 부대가 되었지만, 연전연승으로 인한 피로와 자만심이 드러났다.
인도양에서 귀환한 기동 부대는 쉴새 없이 미드웨이 작전을 명령받았다. 준비기간도 없었고, 대규모 인사이동에, 제5항공전대 쇼카쿠, 즈이카쿠도 제외되어 4척의 항공모함으로 작전에 참가했다. 1942년 6월 미드웨이 작전에서 동시에 실시된 알류샨 작전에 참여하여 제4항공전대 준요, 류조의 기간병 부대를 부대 구분에 따라 제2기동부대로 했기 때문에 기존의 제1항공함대 기간병이 운용하는 기동 부대는 제1기동부대로 미드웨이 작전에 참가했다. 그러나 미드웨이 작전은 항공모함 4척을 잃고 실패로 끝났고, 해전 후 제1항공함대는 해체되었다.

### 기지기동부대
1941년 7월 1일, 경제적 이유로 인력과 장비 부족을 겪으며 재건에 난항을 겪고 있던 제1항공함대가 발족했다. 항공모함을 건조할 시간적, 경제적 여유가 없었고, 모함기에 탑승할 조정사 교육 훈련이 어려웠으며, 항공모함의 취약점 등으로 인해 남서태평양에 흩어져있는 기지를 침몰하지 않는 항공모함으로 활용한다는 군사령부 참모 겐다 미노루 중령의 구상 아래 이루어졌다.

## 간부

### 사령장관
1. 중장 나구모 주이치; 1941년 4월 10일 - 1942년 7월 14일
2. 중장 가쿠타 가쿠지(일본어판) †; 1943년 7월 1일 - 1944년 8월 2일 (전사)
3. 중장 데라오카 긴페이(일본어판); 1944년 8월7일 - 1944년 10월 20일
4. 중장 오니시 다카지로; 1944년 10월20일 - [945년 5월10일
5. 중장 시마 기요히테 1945년 5월10일 - 1945년 6월15일, 다카오 경비부 사령장관 겸임

### 참모장
1. 소장 구사카 류노스케; 1941년 4월 15일 - 1942년 7월 14일
2. 대좌 미와 요시타케(일본어판) †; 1943년 7월 1일 - 1944년 8월 2일 (전사)
3. 대좌 오다와라 도시히코(일본어판); 1944년 8월 7일 - 1945년 1월 8일
4. 소장 기쿠치 도모조(일본어판); 1945년 1월 8일 - 1945년 5월 10일
5. 소장 나가자와 다스쿠(일본어판); 1945년 5월 10일 - 1945년 6월 15일, 다카오 경비부 참모장 겸임

## 전투 서열

### 1941년 4월 10일
- 제1항공전대: 아카기, 카가
  - 제34구축대: 하네카제, 다치카제, 아키카제
- 제2항공전대: 히류, 소류
  - 제23구축대: 기쿠즈키, 유쓰키, 우쓰키
- 제4항공전대: 류조
  - 제3구축대: 시오카제, 호카제

### 1941년 9월 1일
- 제1항공전대: 아카기, 가가
  - 구축함: 사자나미
- 제2항공전대: 히류, 소류
  - 제23구축대: 기쿠즈키, 유쓰키, 우쓰키
- 제4항공전대: 류조
  - 제3구축대: 시오카제, 호카제
- 제5항공전대: 가스가마루, 쇼카쿠
  - 오보로

제4항공전대는 속력 부족, 제3구축대, 제7구축대, 제23구축대, 오보로는 항속력 부족으로 진주만 공격 공격부대에는 참가못함.

### 1941년 9월 25일
- 제1항공전대: 아카기, 카가
  - 제7구축대: 아케보노, 우시오, 사자나미
- 제2항공전대: 소류, 히류
  - 제23구축대: 기쿠즈키, 유쓰키, 우쓰키
- 제4항공전대: 류조, 가스가마루[fn 1]
  - 제3구축대: 시오카제, 호카제
- 제5항공전대: 즈이카쿠, 쇼카쿠
  - 오보로, 아키구모(※9월 27일 편입

### 1942년 4월 10일
- 제1항공전대: 아카기, 카가
- 제2항공전대: 히류, 소류
- 제4항공전대: 류조, 쇼호
- 제5항공전대: 쇼카쿠, 즈이카쿠[fn 2]
- 제10전대: 나가라
  - 제7구축대: 아케보노, 우시오, 사자나미
  - 제10구축대: 아키구모, 유구모, 마키구모, 카제구모
  - 제17구축대: 우라카제, 이소카제, 다니카제, 하마카제

제7구축대는 제2기동부대로서 알류쟌 공략작전에 종사함. 제2함대, 제4수뢰전대에서 제4구축대(아라시, 노와키, 하기카제, 마이카제)가 기동부대에 편입.

### 1943년 7월 1일
- 제261해군항공대
- 제761해군항공대

### 1944년 2월 15일
- 제61항공전대: 제121항공대, 제261항공대, 제263항공대, 제321항공대, 제341항공대, 제343항공대, 제521항공대, 제523항공대, 제761항공대, 제1021항공대
- 제62항공전대: 제221항공대, 제265항공대, 제345항공대, 나중에 편입됨(제141항공대, 제322항공대, 제361항공대, 제522항공대, 제524항공대, 제541항공대, 제762항공대)
- 부속: 표적함 셋쓰

### 1944년 5월 15일
- 제61항공전대: 제121항공대, 제261항공대, 제263항공대, 제321항공대, 제341항공대, 제343항공대, 제521항공대, 제523항공대, 제761항공대, 제1021항공대
- 제62항공전대: 제141항공대, 제221항공대, 제265항공대, 제322항공대, 제345항공대, 제361항공대, 제522항공대, 제524항공대, 제541항공대, 제762항공대
- 제22항공전대: 제151항공대, 제202항공대, 제251항공대, 제253항공대, 제301항공대, 제503항공대, 제551항공대, 제755항공대, 제802항공대
- 제26항공전대: 제201항공대, 제501항공대, 제751항공대
- 부속: 표적함 셋쓰

## 참고

### 자료
- 《일본해군 편제 사전》 (일본어). 芙蓉書房出版. 2003년.
- 《航空隊戦史》 (일본어). 新人物往来社. 2001년.
- 《日本海軍航空史2》 (일본어). 時事通信社. 1969년.
- 방위연구소전사실 (1976년). 《海軍航空概史》. 戦史叢書 (일본어). 朝雲新聞社.
- 방위연구소전사실 (1970년). 《海軍捷号作戦 (1)》 (일본어). 朝雲新聞社.
- 방위연구소전사실 (1973년). 《沖縄方面海軍作戦》 (일본어). 朝雲新聞社.
- 《連合艦隊海空戦戦闘詳報別》 (일본어) 1. 아테네 書房. 1996년.